# Diversity in bureaucracy
Diversity in bureaucracy is een artistiek kunstwerk in Amsterdam-Centrum.
Het kunstwerk bestaat uit twee gebouwhoge muurschilderingen van de hand van Judith de Leeuw, indertijd 26 jaar oud. Ze wilde door middel van de schildering wijzen op klassenongelijkheid en verborgen racisme tegenover saamhorigheid. Ze liet zich daarbij inspireren door bijvoorbeeld de Black Lives Matter-beweging, de documentaireserie Klassen van HUMAN uit 2020/2021 en het etnisch profileren door de Belastingdienst. De Leeuw beeldde tweemaal een door haar ondervraagde Surinaamse ballerina af, die door haar bewegingen allerlei gemeentelijk documenten en nota’s de lucht in laat dwarrelen. Bijzonder aan de schildering is dat er verf is toegepast die lucht reinigt (Airlite-verf).
Het werk kwam voort uit de vraag van de Gemeente Amsterdam om haar muurschildering van Amy Winehouse (Fokke Simonszstraat) opnieuw te zetten. Deze mural uit 2016 was door diezelfde gemeente witgekalkt, maar de buurt bleef vragen om terugkeer. In overleg met de gemeente kon ze haar beeltenis weer over de inmiddels geplaatste tags schilderen, maar de afbeelding zou ze dan na maximaal drie jaar weer moeten overschilderen. Ze voelde daar niets voor, tegelijkertijd brak de coronapandemie uit en zat De Leeuw thuis met een infectie. Desalniettemin ging ze op zoek naar een nieuwe plaats voor een muurschildering en vond die op de zuidwand van het Kleine-Gartmanplantsoen. Woningbouwvereniging De Alliantie ging akkoord. De subsidieaanvraag bij het Amsterdams Fonds voor de Kunsten leverde de afgebeelde muurschildering. Hij werd op 24 maart 2021 onthuld door wethouder Touria Meliani in bijzijn van de kunstenaar.
Het werk volgde op een muurschildering in Rome (Outside in voor de lhbtq-gemeenschap). Het werd opgevolgd door een nog grotere mural op een muur van een ziekenhuis in Padua (35 bij 40 meter).